# Rhamphidarpella
Rhamphidarpella är ett släkte av mångfotingar. Rhamphidarpella ingår i familjen Odontopygidae.
Kladogram enligt Catalogue of Life:
| Rhamphidarpella | \| \| Rhamphidarpella flagellosa \| \| \| \| \| \| Rhamphidarpella minutissima \| \| \| \| |
|                 | \| \| Rhamphidarpella flagellosa \| \| \| \| \| \| Rhamphidarpella minutissima \| \| \| \| |
|                 | Rhamphidarpella flagellosa                                                                 |
|                 |                                                                                            |
|                 | Rhamphidarpella minutissima                                                                |
|                 |                                                                                            |